# Cheilosia richterae
Cheilosia richterae är en tvåvingeart som beskrevs av Barkalov 2007. Cheilosia richterae ingår i släktet örtblomflugor, och familjen blomflugor. Inga underarter finns listade i Catalogue of Life.